# Power Up (album)
Power Up is het 17e studioalbum van de Australische rockband AC/DC. Het album werd uitgebracht op 13 november 2020. Het is het eerste album sinds het overlijden van mede-oprichter en gitarist Malcolm Young in 2017 en moet volgens de band gezien worden als een postuum eerbetoon aan hem.

## Tracklijst
Alle muziek en teksten zijn geschreven door Angus Young en Malcolm Young. 
| Nr. | Titel                     | Duur |
| --- | ------------------------- | ---- |
| 1.  | Realize                   | 3:37 |
| 2.  | Rejection                 | 4:06 |
| 3.  | Shot In the Dark          | 3:05 |
| 4.  | Through the Mists of Time | 3:32 |
| 5.  | Kick You When You're Down | 3:10 |
| 6.  | Witch's Spell             | 3:42 |
| 7.  | Demon Fire                | 3:30 |
| 8.  | Wild Reputation           | 2:54 |
| 9.  | No Man's Land             | 3:39 |
| 10. | Systems Down              | 3:12 |
| 11. | Money Shot                | 3:05 |
| 12. | Code Red                  | 3:31 |

## Personeel

### Bezetting
- Brian Johnson – zang
- Angus Young – leadgitaar
- Stevie Young – slaggitaar
- Cliff Williams – basgitaar
- Phil Rudd – drumstel

### Productie
- Brendan O'Brien (mix, productie)
- Mike Fraser (mix)
- Ryan Smith (mastering)